# Comuna Fasova, Volodarsk-Volînskîi
Fasova (în ucraineană Фасівська сільська рада) este o comună în raionul Volodarsk-Volînskîi, regiunea Jîtomîr, Ucraina, formată din satele Fasova (reședința), Isakivka, Kameanîi Brid, Rudnea-Fasova și Tomașivka.

## Demografie
Componența lingvistică a satului Fasova
     Ucraineană (98,12%)
     Rusă (1,34%)
     Alte limbi (0,54%)
Conform recensământului din 2001, majoritatea populației satului Fasova era vorbitoare de ucraineană (98,12%), existând în minoritate și vorbitori de rusă (1,34%).